# Acacia cheelii
Acacia cheelii är en ärtväxtart som beskrevs av Blakeley. Acacia cheelii ingår i släktet akacior, och familjen ärtväxter. Inga underarter finns listade i Catalogue of Life.